# Germinal (1918)
Germinal va ser una publicació anarquista editada a Igualada l'any 1918.

## Descripció
Portava el subtítol Hoja quincenal libertaria.
La redacció i l'administració era al carrer de Santa Caterina, núm. 23, i s'imprimia a la Impremta Moderna. Tenia quatre pàgines, a tres columnes, amb un format de 35 x 25 cm. El primer número va sortir el 18 de maig de 1918 i l'últim, el 6, el 28 de juliol del mateix any.

## Continguts
Publicaven Germinal “un grupo de jóvenes ácratas, sedientos de libertad, pan y justicia”. En el primer número diuen “Juzgar la anarquía desde el terrorismo, equivale a juzgar el clero desde la Inquisición. La Anarquía es el símbolo de la perfección ... Nuestra única misión estriba en laborar por un porvenir más humano, más justo, más equitativo”.
La revista defensava l'anarquisme i criticava aquells aspectes de la societat amb els quals no estava d'acord. Donava suport a l'Escola Moderna de Ferrer i Guàrdia, parlava de la situació de la dona, de les desigualtats socials i hi havia també alguna poesia. “No és una revista localista, en el sentit que no dona gaire informació sobre Igualada, sinó que més aviat es mou en un nivell teòric, d'idees”.
El redactor en cap era Joan Ferrer i Farriol i també hi havien col·laborat Ramon Bonjoch, Josep Casasola, Vicente Franco i Anselmo Lorenzo.

## Localització
- Biblioteca Central d'Igualada. Plaça de Cal Font. Igualada (col·lecció completa i relligada).